# Mein Waldeck
Das Lied Mein Waldeck war ab 1879 bzw. 1890 die Landeshymne des Fürstentums Waldeck.
Die Hymne hat zu zahlreichen Bearbeitungen angeregt, ist auch zu Beginn des 21. Jahrhunderts bei nahezu allen Einwohnern des Waldecker Lands bekannt und erklingt regelmäßig bei Festen.

## Entstehung
Die Melodie stammt von Benjamin Christoph Friedrich Rose (1755–1818), dem letzten Fürstlich Waldeckischen Musikdirektor der Hofkapelle, der damit das Gedicht „Unter dieser Eiche lasst euch nieder“ von Philipp Ludwig Bunsen vertonte. Das Lied wurde 1815 in Rudolph Zacharias Beckers Ausgabe des Mildheimischen Liederbuchs erstmals in einer Sammlung veröffentlicht und erlangte damit weitgehende Bekanntheit. Die Melodie erlangte 1879 den Status einer „waldeckischen Nationalhymne“, als für die Vermählung von Prinzessin Emma zu Waldeck und Pyrmont mit König Wilhelm III. der Niederlande eine Hymne benötigt wurde. Bei der Bestattung von Prinzessin Emma im Jahre 1934 wurde auch Mein Waldeck gespielt, ebenso bei der Bestattung ihrer Tochter, Königin Wilhelmina der Niederlande, im Jahre 1962.
Der Text Mein Waldeck zu dieser existierenden Melodie wurde schließlich von Pfarrer August Koch (* 10. Januar 1857 in Wrexen; † 1934) im Jahr 1890 verfasst. Die Entstehung des neuen Textes wird als Reaktion auf die Gründung von „Waldecker-Vereinen“ im Ruhrgebiet aufgefasst, da diesen im Vergleich zu anderen Gruppierungen eine Regionalhymne fehlte. Anekdotisch wird berichtet, dass Koch und einige Freunde auf einer Feier derb verspottet wurden, weil sie kein Lied ihres Heimatlandes singen konnten. Koch soll sich das so zu Herzen genommen haben, dass er in der folgenden Woche anfing, selber ein Lied zu schreiben.

## Der Text
| 1. Unter allen Landen deutscher Erde Preis’ ich Waldeck, mein lieb’ Heimatland, Bis zum letzten Atemzuge werde Ihm ich weihen treulich Herz und Hand. Mein Waldeck lebe hoch! Mein Waldeck lebe hoch! Mein teures, liebes Waldeck, es lebe, lebe hoch.                      | 2. Seht das Land im Schmuck der schönsten Wälder, Wenn der Lenz mit neuer Pracht einzieht; Wenn die Berge, Täler, Wiesen, Felder Grün geziert, so weit das Auge sieht. Mein Waldeck lebe hoch! Mein Waldeck lebe hoch! Mein teures, liebes Waldeck, es lebe, lebe hoch.  |
| 3. Wie so mächtig auf den Höhen rauschen Eich’ und Buche, trotzend Sturm und Wind. Hirsch und Reh im stillen Waldgrund lauschen, Wo der Quell zum klaren Bächlein rinnt. Mein Waldeck, lebe hoch! Mein Waldeck, lebe hoch! Mein teures, liebes Waldeck, es lebe, lebe hoch. | 4. Echte Deutsche sind in Waldecks Gauen. Sachs’ und Franke reichen sich die Hand. Fürst und Volk einander stets vertrauen; Lieb’ und Treue sind ihr festes Band. Mein Waldeck lebe hoch! Mein Waldeck lebe hoch! Mein teures, liebes Waldeck, es lebe, lebe hoch.       |
| 5. Schwarz-rot-gold sind meine Landesfarben. Dunkler Nacht folgt goldnes Morgenrot. Für Alldeutschland Waldecks Söhne starben, Deutsche Treu’ bewährend bis zum Tod. Mein Waldeck, lebe hoch! Mein Waldeck, lebe hoch! Mein teures, liebes Waldeck, es lebe, lebe hoch.     | 6. Fest, o Waldeck, steh’ zum deutschen Reiche, Wie dein hohes Felsenschloß so fest! Grün’ und blüh’ gleich deiner schönsten Eiche, Stürmt es auch von Osten oder West. Mein Waldeck lebe hoch! Mein Waldeck lebe hoch! Mein teures, liebes Waldeck, es lebe, lebe hoch. |